# اولیویه آلامان
اولیویه آلامان (فرانسوی: Olivier Allamand‎؛ زادهٔ ۳۱ ژوئیهٔ ۱۹۶۹) اسکی‌باز نمایشی اهل فرانسه است.